# Merizomena grandinella
Merizomena grandinella – gatunek chrząszcza z rodziny biegaczowatych, podrodziny Lebiinae i plemienia Lebiini.
Gatunek ten opisany został w 1890 roku przez Andriej Siemionow-Tjan-Szanski jako Glycia grandella.
Chrząszcz palearktyczny o chorotypie turańskim. Wykazany z Turkmenistanu, Iranu (w tym ostanów Teheran, Golestan), Rosji, Kazachstanu, Uzbekistanu i Tadżykistanu. Według Kriżanowskiego i innych q rejonie Rosji zasiedla Turan.